# Pseudogonia suspecta
Pseudogonia suspecta är en tvåvingeart som beskrevs av Villeneuve 1915. Pseudogonia suspecta ingår i släktet Pseudogonia och familjen parasitflugor. Inga underarter finns listade i Catalogue of Life.